# Фернс, Алекс
Алекс Фернс (англ. Alex Ferns; род. 13 октября 1968, Леннокстаун, Стирлингшир, Шотландия) — шотландский актёр, наиболее известный по роли Тревора Моргана в сериале «Жители Ист-Энда».

## Биография и карьера
Первые 17 лет своей жизни Фернс жил в Южной Африке, изучал драматургию в Университете Кейптауна, в 1991 году вернулся в Великобританию.
Среди заметных проектов в фильмографии актёра: «Чисто английское убийство», «Призрак и Тьма», «Легенда», «Счастливого Рождества», «Табу», «Валландер» и «Чернобыль». За роль Андрея Глухова в «Чернобыле» в 2019 году Фернс получил шотландскую премию BAFTA в категории «Лучший актер (ТВ)».
В апреле 2021 года в российский прокат вышел фильм Гая Ричи «Гнев человеческий» с участием Фернса. В 2022 году Алекс Фернс исполнил роль комиссара полиции Готэма в фильме «Бэтмен». В 2022 году появился в сериале Disney+ «Андор» в роли сержанта Лайнуса Моска.